# إيمان يحيى
إيمان يحيى كاتب وروائي مترجم مصري من مواليد 1954. حاصل على الدكتوراة في جراحة المسالك البولية عام 1987 من الاتحاد السوفييتي. يعمل طبيبا وأستاذا بكلية طب، جامعة قناة السويس. له العديد من الترجمات عن الروسية والإنجليزية، كما كتب مقالات عديدة بالصحف المصرية والعربية. له رواية أولى بعنوان «الكتابة بالمشرط» (2013). «الزوجة المكسيكية» (2018) هي روايته الثانية.

## السيرة الذاتية
إيمان يحيى دكتور بكلية الطب جامعة قناة السويس. أتم دراسته الجامعية في جامعة المنصورة ودراسته العليا في الاتحاد السوفييتى آنذاك. يعتبر من أتباع الحزب اليساري المصري وقد كان منذ صغره من أصحاب النشاط السياسى حيث كان من أعضاء حركتى كفاية و9 مارس المصريتين المعارضتين. يكتب إيمان مقالات سياسية دورية في عدد من الصحف العربية ويرأس تحرير مجلة «الطليعة 21» الثقافية، السياسية، اليسارية التي تصدر في مصر. أهم عمل نشر للكاتب هي روايته "الزوجه المكسيكية" والتي استمد فكرتها أثناء ترجمته لكتاب روسي عن الكاتب المصري الراحل يوسف إدريس. ترشحت الرواية الجائزة العالمية للرواية العربية ضمن القائمة الطويلة للدورة الـ12 لعام 2019.

## الأعمال

### الروايات
- 2014 – «الكتابة بالمشرط» (رواية)، دار الشروق، (ردمك 978-977-221-194-4).[6]
- 2018 – «الزوجة المكسيكية» (رواية)، دار الشروق، مصر، (ردمك 978-977-09-3487-6).[7]

### الترجمات[1]
- 1993– «مذكرات كبير أطباء الكريملين: الصحة والسلطة» للمؤلف يفغيني شازوف، (عن الروسية) دار عرب للدراسات والنشر.(ردمك 977-00-4652-3).[8]
- 2008 – «رءوف عباس - مؤرخ الشعب والوطن» (تحرير ومراجعة) صالون النديم للفكر العربي.
- 1993 – «يوسف إدريس: خفايا الإبداع» ل«فاليريا كيربتشنكو» (عن الروسية)، دار الطباعة المتميزة، (ردمك 9789779208138).

## التكريمات
وصلت روايته "الزوجه المكسيكية" إلى القائمة الطويلة للجائزة العالمية للرواية العربية لعام 2019